# Tugéras-Saint-Maurice
Tugéras-Saint-Maurice é uma comuna francesa na região administrativa da Nova Aquitânia, no departamento de Charente-Maritime. Estende-se por uma área de 13,77 km². Em 2010 a comuna tinha 384 habitantes (densidade: 27,9 hab./km²).